# 東京都立駒込病院
東京都立駒込病院（とうきょうとりつこまごめびょういん）は、東京都文京区本駒込三丁目にある医療機関。地方独立行政法人東京都立病院機構が運営している病院である。病院の理念は「医療を通して人がその人がらしく生き抜くことを支援する」である。

## 概要
がんや感染症を得意としており、がん治療や感染症関係の科が多い。がん研究会有明病院とともに、東京都の都道府県がん診療連携拠点病院に指定されている。14階建て、高さ61.2m。
明治初期のコレラの大流行に伴い1879年に設置された駒込避病院をルーツに持ち、駒込ピペットを開発するなどの伝統のある病院でもある。
都立病院の再編整備により、2011年9月に「がん・感染症センター都立駒込病院
」となった。

## 沿革
病院公式サイトを基に記載
- 1879年9月　- 内務省の命により駒込避病院設立
- 1897年5月　- 東京市へ移管、伝染病院として発足
- 1943年7月　- 都制実施に伴い、都立病院となる
- 1975年4月　- 新病院開設
- 1998年4月　- 新GCP移行に伴い、治験事務局を設置
- 2000年10月　- 東京都指定二次救急医療機関に指定
- 2005年6月　- 創立125周年記念式典を挙行
- 2007年8月　- エイズ治療中核拠点病院指定
- 2008年2月　- 都道府県がん診療連携拠点病院に指定
- 2009年4月　- PFI事業による病院運営開始
- 2010年5月　- 東京都指定第一種感染症指定医療機関に指定
- 2011年9月　- リニューアルオープン開院式を挙行
- 2012年11月　- 病院機能評価(Ver.6.0)に更新認定
- 2013年10月　- 造血幹細胞移植推進拠点病院に指定
- 2016年12月　- 病院機能評価(3rdG:Ver1.1)に更新認定
- 2017年4月　- HCU開設
- 2018年
  - 10月　- がんゲノム医療連携病院に指定
  - 12月　- 外国人患者受入れ医療機関認証制度(JMIP)認証
- 2019年9月　- がんゲノム医療拠点病院に指定
- 2022年7月1日 - 東京都（病院本部）から地方独立行政法人東京都立病院機構に移行[6]。

## 診療科

### 内科系部門
- 消化器内科 Department of Gastroenterology
- 呼吸器内科 Division of Respiratory Medicine
- 循環器内科 Department of Cardiology
- 脳神経内科 Neurology Division
- 血液内科 Hematology
- 腎臓内科 Renal Division
- 肝臓内科 Liver Unit
- 膠原病科 Allergy/Autoimmune disorders
- 糖尿病内科
- 腫瘍内科（化学療法科）Department of Chemotherapy
- 総合診療科 Department of General Medicine
- 神経腫瘍科 Psychiatry Division
- 小児科 Pediatrics
- 感染症科 Infectious Diseases
- 緩和ケア科

### 外科系部門
- 外科（呼吸器） General Thoracic Surgery
- 外科（食道） Esophageal Group
- 外科（胃） Gastrology
- 外科（肝胆膵） Hepatobiliary Pancreatic Group
- 外科（大腸） Colorectal Surgical Division
- 外科（乳腺） Breast Oncology Unit
- 整形外科 Orthopedics
- リハビリテーション科
- 骨軟部腫瘍科 Musculoskeletal Oncology
- 脳神経外科 Neuro Surgery
- 皮膚腫瘍科 Department of Dermatology
- 形成再建外科 Plastic and Reconstructive Surgery
- 腎泌尿器外科 Urology
- 婦人科 Gynecology
- 眼科 Ophthalmology
- 耳鼻咽喉科・頭頸部腫瘍外科 Otorhinolaryngology, Head and Neck Tumor Surgery
- 歯科口腔外科 Dentistry/Oral Surgery

### 中央部門
- 麻酔科 Department of Anesthesia
- 放射線診療科 Department of Radiology
- 輸血・細胞治療科 Division of Transfusion and Cell Therapy
- 臨床検査科 Laboratory Medicine
- 病理科 Department of Pathology
- 臨床試験科 Clinical Research Division
- 薬剤科 Department of Pharmacy
- 栄養科 Nutrition
- 看護部 Nurse Center

## 医療機関の指定等
- 保険医療機関
- 救急病院
- 東京都指定二次救急医療機関
- 結核指定医療機関
- 指定自立支援医療機関（更生医療、育成医療）
- 労災保険指定病院
- 生活保護法に基づく指定医療機関
- 被爆者援護法に基づく被爆者一般疾病医療機関
- 公害医療機関
- 第一種感染症指定医療機関
- 第二種感染症指定医療機関
- 災害拠点病院
- がん診療連携拠点病院
- エイズ治療拠点病院
- 臨床研修指定病院（医科・歯科）

## 交通アクセス
公式サイト「都立駒込病院 交通のご案内」を基に調整執筆
- 東日本旅客鉄道（JR東日本）山手線、京浜東北線田端駅 徒歩約15分
- 東京地下鉄（東京メトロ）千代田線千駄木駅 徒歩約15分
- 都営地下鉄三田線白山駅 徒歩約15分
- 東京メトロ南北線本駒込駅 徒歩約10分

- 都営バス
  - 東43系統
  - 端44系統
- 以上の路線で「駒込病院前」バス停下車

- 有料駐車場あり

## 備考
- 病院敷地内に「動坂遺跡」（動坂貝塚記念碑がある）が所在[7]